# The Making of Falling into Infinity
The Making of Falling into Infinity è un bootleg del gruppo musicale statunitense Dream Theater, pubblicato nel 2009 dalla YtseJam Records.

## Descrizione
Si tratta della seconda uscita appartenente al catalogo "Studio Series", e contiene versioni alternative e spezzoni di tutte le tracce successivamente inserite nel quarto album in studio Falling into Infinity.

## Tracce
1. New Millennium (Basic Tracks) – 1:47
2. New Millennium (Piano, Acoustic Guitar, Stick and 7-String Guitar Overdubs) – 3:17
3. You Not Me (Basic Tracks) – 2:05
4. You Not Me (Strings, Piano, Vocals and Key Overdubs) – 3:36
5. Peruvian Skies (Basic Tracks) – 1:39
6. Peruvian Skies (Rhodes, Mellotron, Acoustic Guitar and Vocals Overdubs) – 5:18
7. Hollow Years (Basic Tracks) – 3:58
8. Hollow Years (Acoustic, Edge and Classical Guitar and Vocal Overdubs) – 4:29
9. Burning My Soul (Basic Tracks) – 1:14
10. Burning My Soul (Guitar, Key, Vocals, Talk Box and Whisper Overdubs) – 3:47
11. Hell's Kitchen (Writing The Finale) – 6:08
12. Lines in the Sand (Intro, Key, Piano, and String Overdubs) – 3:50
13. Lines in the Sand (Bass, Guitar, Synth, and Vocal Overdubs) – 3:27
14. Lines in the Sand (Doug Pinnick Vocals) – 3:02
15. Take Away My Pain (Alternate Take) – 6:12
16. Take Away My Pain (Basic Tracks) – 2:08
17. Take Away My Pain (Space Guitar, Hawaiian Keys, Heavy Keys, and Vocal Overdubs) – 2:16
18. Just Let Me Breathe (Basic Tracks) – 1:03
19. Just Let Me Breathe (Feedback and Rhythm Guitars, Lead Guitar and Keys, Vocal Overdubs) – 2:28
20. Anna Lee (Derek Noodling at the Piano) – 2:14
21. Anna Lee (Basic Tracks) – 3:46
22. Anna Lee (Mellotron, Acoustic and Leslie Guitars, Slide Guitar Overdubs) – 2:56
23. Trial of Tears (Basic Tracks) – 2:12
24. Trial of Tears (Lead Guitar, Bass, Acoustic Guitar and Piano Overdubs) – 2:52
25. Trial of Tears (The End (?)) – 0:23

## Formazione
Gruppo
- James LaBrie – voce
- John Petrucci – chitarra, cori
- John Myung – basso
- Derek Sherinian – tastiera, cori
- Mike Portnoy – batteria, cori

Altri musicisti
- Doug Pinnick – voce aggiuntiva (traccia 14)